# Großer Preis von Japan 2003
Der Große Preis von Japan 2003 (offiziell 2003 Fuji Television Japanese Grand Prix) fand am 12. Oktober auf dem Suzuka Circuit in Suzuka statt und war das 16. und letzte Rennen der Formel-1-Weltmeisterschaft 2003. Michael Schumacher reichte ein achter Platz zum Gewinn seines sechsten Weltmeistertitels, seinem vierten in Folge. Er übertraf damit die bisherigen Rekorde von Juan Manuel Fangio aus dem Jahr 1957.

## Berichte

### Hintergrund
Nach dem Großen Preis der USA führte Michael Schumacher in der Fahrerwertung mit neun Punkten vor Kimi Räikkönen und mit zehn Punkten vor Juan Pablo Montoya. Da Montoya mit 2:6 Siegen gegenüber Michael Schumacher das Nachsehen hatte, konnte er selbst bei einem Sieg mit gleichzeitigem Ausfall von Michael Schumacher nicht mehr Weltmeister werden. Es entschied sich demnach zwischen Michael Schumacher und Räikkönen. In der Konstrukteurswertung führte Ferrari mit drei Punkten vor Williams-BMW und mit 19 Punkten vor McLaren-Mercedes.
Vor dem Rennen gab es einen Fahrerwechsel bei BAR-Honda: Jacques Villeneuve wurde durch den Japaner Takuma Satō ersetzt.
Dies war der letzte Grand Prix für den dreifachen Rennsieger Heinz-Harald Frentzen, für Jos Verstappen, Vater des vierfachen Weltmeisters Max Verstappen, für Justin Wilson, für Nicolas Kiesa und für Ralph Firman.
Das Rennen war auch das Letzte für Autos mit Startsteuerung und vollautomatischen Getrieben seit ihrer Wiedereinführung beim Großen Preis von Spanien 2001. Die FIA hatte diese beiden elektronischen Fahrassitenzsysteme vor der Saison 2004 verboten.
Mit Michael Schumacher (fünfmal) trat ein ehemaliger Sieger zu diesem Grand Prix an.
Der Große Preis von Japan fand letztmals als Saisonfinale statt.

### Training
Vor dem Sonntagsrennen fanden vier Trainingseinheiten statt – zwei am Freitag und zwei am Samstag. Die Sitzungen am Freitagvormittag und -nachmittag dauerten jeweils eine Stunde. Das dritte und letzte Training fand am Samstagmorgen statt und dauerte 45 Minuten.
Am Freitag war Jarno Trulli mit einer Zeit von 1:30,727 Minuten der Schnellster vor Michael Schumacher und David Coulthard.
Am Samstag fuhr dann Ralf Schumacher mit 1:31,149 Minuten die schnellste Zeit, gefolgt von Montoya und Michael Schumacher.

### Qualifikation
Im ersten Qualifikationsabschnitt am Freitag (Vor-Qualifikation) fuhr Trulli die schnellste Zeit vor Ralf Schumacher und Michael Schumacher.
Im zweiten Qualifikationsabschnitt am Samstag war dann Barrichello der Schnellste und sicherte sich so die Pole-Position. Montoya wurde Zweiter, gefolgt von Cristiano da Matta. Die beiden Anwärter auf die Weltmeisterschaft Räikkönen und Michael Schumacher qualifizierten sich unter nassen Bedingungen auf den Plätzen 8 und 14.

### Warm Up
Im Warm Up war Montoya der Schnellste vor da Matta und Barrichello.

### Rennen
Beim Start behielten Barrichello und Montoya die Spitzenplätze. Allerdings attackierte der kolumbianische Fahrer seinen Rivalen bereits in der ersten Runde, überholte ihn in der Spoon-Kurve und verschaffte sich sofort einen guten Vorsprung, der sich bei rund 4 Sekunden stabilisierte. Hinter den beiden kam Alonso, der die effektive Startkontrolle seines Renault ausnutzen konnte, während Coulthard und Räikkönen Oliver Panis schnell überholten. In der sechsten Runde versuchte Michael Schumacher, der bis auf den zehnten Platz vorgerückt war, Satō zu überholen, berührte dabei jedoch den Japaner und beschädigte sein Auto. Der deutsche Fahrer musste zurück an die Box, um den Frontflügel auszutauschen, und rutschte auf den letzten Platz ab.
In der 9. Runde musste Montoya aufgrund eines mechanischen Problems aufgeben und übergab die Führung an Barrichello. Eine Runde ging da Matta an die Box, um den ersten Tankvorgang durchzuführen, zwei Runden später folgten Alonso und Barrichello. Räikkönen, der in der dritten Runde seinem Teamkollegen Coulthard den Vortritt ließ, übernahm dann kurzzeitig die Führung. Auch der Finne tankte in Runde 13, ihm folgten nach und nach alle anderen Fahrer. Am Ende der ersten Stoppserie führte Barrichello weiterhin vor Alonso, Coulthard, Räikkönen, da Matta, Jenson Button, Panis und Mark Webber. Alonso musste in Runde 17 aufgrund eines Motorschadens aufgeben.
Barrichello baute seinen Vorsprung gegenüber den McLaren-Fahrern weiter aus, wobei Räikkönen, der durch einen Reifensatz mit nicht optimaler Leistung gebremst wurde, ebenfalls an Boden gegenüber seinem Teamkollegen verlor. Michael Schumacher saß einige Runden lang mit seinem Bruder hinter Satō fest. Die beiden freuten sich daher auf den zweiten Stopp und fuhren in Runde 24 an die Box. Zwei Runden später tankten sie auch Barrichello und Coulthard: Der Brasilianer kam vor allen anderen auf die Strecke zurück, auch vor Räikkönen, der noch nicht angehalten hatte. Der Finne legte in Runde 32 seinen zweiten Boxenstopp ein, eine Runde später folgte Button.
Barrichello blieb an der Spitze vor Coulthard, Räikkönen, da Matta, Ralf und Michael Schumacher (der dank des frühen Stopps in der Gesamtwertung aufstieg). Die letzten drei Fahrer mussten jedoch noch einen Boxenstopp einlegen, ebenso wie Barrichello und Coulthard. Dies gelang ihnen zwischen der 37. und 38. Runde und sie kehrten in der gleichen Reihenfolge zwischen der siebten und neunten Position wieder auf die Strecke zurück. Barrichello und Coulthard behielten die ersten beiden Plätze, wobei der Schotte langsamer wurde, damit Räikkönen aufholen konnte. Unterdessen lieferten sich da Matta und die Schumacher-Brüder einen intensiven Kampf um den siebten Platz, der endete, als Ralf Schumacher mit seinem Bruder kollidierte und sich seinen Frontflügel beschädigte.
Der Ferrari-Pilot blieb ohne Schaden auf dem achten Platz, während der Williams-Pilot zur Reparatur an die Box musste. Der achte Platz reichte Michael Schumacher zum sechsten Weltmeistertitel und der deutsche Fahrer begnügte sich daher damit, da Matta zu folgen, während an der Spitze des Rennens Barrichello die Situation vor Räikkönen, Coulthard, Button, Trulli und Satō kontrollierte. Es gab keine weiteren Wendungen und der Brasilianer gewann vor den beiden McLaren-Fahrern Button, Trulli, Sato, da Matta und Michael Schumacher. Dank Barrichellos Sieg und Williams’ Rückschlag gewann Ferrari zum fünften Mal in Folge den Konstrukteurstitel. Für Coulthard war dies das letzte Podium bis zum Großen Preis von Monaco 2006.

## Meldeliste
| Team                       | Nr. | Fahrer                | Chassis          | Motor                 | Reifen |
| -------------------------- | --- | --------------------- | ---------------- | --------------------- | ------ |
| Scuderia Ferrari Marlboro  | 01  | Michael Schumacher    | Ferrari F2003-GA | Ferrari 3.0 V10       | B      |
| Scuderia Ferrari Marlboro  | 02  | Rubens Barrichello    | Ferrari F2003-GA | Ferrari 3.0 V10       | B      |
| BMW.WilliamsF1 Team        | 03  | Juan Pablo Montoya    | Williams FW25    | BMW 3.0 V10           | M      |
| BMW.WilliamsF1 Team        | 04  | Ralf Schumacher       | Williams FW25    | BMW 3.0 V10           | M      |
| West McLaren Mercedes      | 05  | David Coulthard       | McLaren MP4-17D  | Mercedes-Benz 3.0 V10 | M      |
| West McLaren Mercedes      | 06  | Kimi Räikkönen        | McLaren MP4-17D  | Mercedes-Benz 3.0 V10 | M      |
| Mild Seven Renault F1 Team | 07  | Jarno Trulli          | Renault R23      | Renault 3.0 V10       | M      |
| Mild Seven Renault F1 Team | 08  | Fernando Alonso       | Renault R23      | Renault 3.0 V10       | M      |
| Sauber Petronas            | 09  | Nick Heidfeld         | Sauber C22       | Petronas 3.0 V10      | B      |
| Sauber Petronas            | 10  | Heinz-Harald Frentzen | Sauber C22       | Petronas 3.0 V10      | B      |
| Jordan-Ford                | 11  | Giancarlo Fisichella  | Jordan EJ13      | Ford RS 3.0 V10       | B      |
| Jordan-Ford                | 12  | Ralph Firman          | Jordan EJ13      | Ford RS 3.0 V10       | B      |
| Jaguar Racing              | 14  | Mark Webber           | Jaguar R4        | Cosworth 3.0 V10      | M      |
| Jaguar Racing              | 15  | Justin Wilson         | Jaguar R4        | Cosworth 3.0 V10      | M      |
| Lucky Strike BAR Honda     | 16  | Takuma Satō           | BAR 005          | Honda 3.0 V10         | B      |
| Lucky Strike BAR Honda     | 17  | Jenson Button         | BAR 005          | Honda 3.0 V10         | B      |
| Minardi F1 Team            | 18  | Nicolas Kiesa         | Minardi PS03     | Cosworth 3.0 V10      | B      |
| Minardi F1 Team            | 19  | Jos Verstappen        | Minardi PS03     | Cosworth 3.0 V10      | B      |
| Panasonic Toyota Racing    | 20  | Olivier Panis         | Toyota TF103     | Toyota 3.0 V10        | M      |
| Panasonic Toyota Racing    | 21  | Cristiano da Matta    | Toyota TF103     | Toyota 3.0 V10        | M      |

## Klassifikationen

### Qualifying
| Pos. | Fahrer                | Konstrukteur     | Q1       | Q2         | Start |
| ---- | --------------------- | ---------------- | -------- | ---------- | ----- |
| 01   | Rubens Barrichello    | Ferrari          | 1:30,758 | 1:31,713   | 01    |
| 02   | Juan Pablo Montoya    | Williams-BMW     | 1:31,201 | 1:32,412   | 02    |
| 03   | Cristiano da Matta    | Toyota           | 1:32,256 | 1:32,419   | 03    |
| 04   | Olivier Panis         | Toyota           | 1:31,908 | 1:32,862   | 04    |
| 05   | Fernando Alonso       | Renault          | 1:30,624 | 1:33,044   | 05    |
| 06   | Mark Webber           | Jaguar-Cosworth  | 1:31,305 | 1:33,106   | 06    |
| 07   | David Coulthard       | McLaren-Mercedes | 1:30,482 | 1:33,137   | 07    |
| 08   | Kimi Räikkönen        | McLaren-Mercedes | 1:30,558 | 1:33,272   | 08    |
| 09   | Jenson Button         | BAR-Honda        | 1:32,374 | 1:33,474   | 09    |
| 10   | Justin Wilson         | Jaguar-Cosworth  | 1:32,291 | 1:33,558   | 10    |
| 11   | Nick Heidfeld         | Sauber-Petronas  | 1:31,783 | 1:33,632   | 11    |
| 12   | Heinz-Harald Frentzen | Sauber-Petronas  | 1:31,892 | 1:33,896   | 12    |
| 13   | Takuma Satō           | BAR-Honda        | 1:31,832 | 1:33,924   | 13    |
| 14   | Michael Schumacher    | Ferrari          | 1:30,464 | 1:34,302   | 14    |
| 15   | Ralph Firman          | Jordan-Ford      | 1:33,057 | 1:34,771   | 15    |
| 16   | Giancarlo Fisichella  | Jordan-Ford      | 1:33,313 | 1:34,912   | 16    |
| 17   | Jos Verstappen        | Minardi-Cosworth | 1:34,836 | 1:34,975   | 17    |
| 18   | Nicolas Kiesa         | Minardi-Cosworth | 1:36,181 | 1:37,226   | 18    |
| 19   | Jarno Trulli          | Renault          | 1:30,281 | keine Zeit | 20    |
| 20   | Ralf Schumacher       | Williams-BMW     | 1:30,343 | keine Zeit | 19    |

Anmerkungen
1. ↑  Trulli erhielt eine Startplatzstrafe und startete daher hinter Ralf Schumacher.

### Rennen
| Pos. | Fahrer                | Konstrukteur     | Runden | Stopps | Zeit        | Start | Schnellste Runde |
| ---- | --------------------- | ---------------- | ------ | ------ | ----------- | ----- | ---------------- |
| 01   | Rubens Barrichello    | Ferrari          | 53     | 3      | 1:25:11,743 | 01    | 1:33,703 (18.)   |
| 02   | Kimi Räikkönen        | McLaren-Mercedes | 53     | 2      | + 11,085    | 08    | 1:34,488 (12.)   |
| 03   | David Coulthard       | McLaren-Mercedes | 53     | 3      | + 11,614    | 07    | 1:33,416 (14.)   |
| 04   | Jenson Button         | BAR-Honda        | 53     | 2      | + 33,106    | 09    | 1:34,605 (14.)   |
| 05   | Jarno Trulli          | Renault          | 53     | 2      | + 34,269    | 20    | 1:34,546 (26.)   |
| 06   | Takuma Satō           | BAR-Honda        | 53     | 2      | + 51,692    | 13    | 1:35,290 (28.)   |
| 07   | Cristiano da Matta    | Toyota           | 53     | 3      | + 56,794    | 03    | 1:35,192 (16.)   |
| 08   | Michael Schumacher    | Ferrari          | 53     | 3      | + 59,487    | 14    | 1:33,553 (14.)   |
| 09   | Nick Heidfeld         | Sauber-Petronas  | 53     | 2      | + 1:00,159  | 11    | 1:34,991 (31.)   |
| 10   | Olivier Panis         | Toyota           | 53     | 3      | + 1:01,844  | 04    | 1:35,023 (53.)   |
| 11   | Mark Webber           | Jaguar-Cosworth  | 53     | 3      | + 1:11,005  | 06    | 1:34,635 (24.)   |
| 12   | Ralf Schumacher       | Williams-BMW     | 52     | 4      | + 1 Runde   | 19    | 1:33,408 (33.)   |
| 13   | Justin Wilson         | Jaguar-Cosworth  | 52     | 3      | + 1 Runde   | 10    | 1:35,014 (11.)   |
| 14   | Ralph Firman          | Jordan-Ford      | 51     | 2      | + 2 Runden  | 15    | 1:36,662 (15.)   |
| 15   | Jos Verstappen        | Minardi-Cosworth | 51     | 2      | + 2 Runden  | 17    | 1:37,869 (51.)   |
| 16   | Nicolas Kiesa         | Minardi-Cosworth | 50     | 2      | + 3 Runden  | 18    | 1:38,754 (06.)   |
| –    | Giancarlo Fisichella  | Jordan-Ford      | 33     | 1      | DNF         | 16    | 1:35,824 (33.)   |
| –    | Fernando Alonso       | Renault          | 17     | 1      | DNF         | 05    | 1:34,225 (08.)   |
| –    | Heinz-Harald Frentzen | Sauber-Petronas  | 9      | 1      | DNF         | 12    | 1:36,601 (07.)   |
| –    | Juan Pablo Montoya    | Williams-BMW     | 9      | 0      | DNF         | 02    | 1:33,830 (02.)   |

## WM-Stände nach dem Rennen
Die ersten acht des Rennens bekamen 10, 8, 6, 5, 4, 3, 2 bzw. 1 Punkt(e).

### Fahrerwertung
| Pos. | Fahrer                | Konstrukteur     | Punkte |
| ---- | --------------------- | ---------------- | ------ |
| 01   | Michael Schumacher    | Ferrari          | 93     |
| 02   | Kimi Räikkönen        | McLaren-Mercedes | 91     |
| 03   | Juan Pablo Montoya    | Williams-BMW     | 82     |
| 04   | Rubens Barrichello    | Ferrari          | 65     |
| 05   | Ralf Schumacher       | Williams-BMW     | 58     |
| 06   | Fernando Alonso       | Renault          | 55     |
| 07   | David Coulthard       | McLaren-Mercedes | 51     |
| 08   | Jarno Trulli          | Renault          | 33     |
| 09   | Jenson Button         | BAR-Honda        | 17     |
| 10   | Mark Webber           | Jaguar-Cosworth  | 17     |
| 11   | Heinz-Harald Frentzen | Sauber-Petronas  | 13     |
| 12   | Giancarlo Fisichella  | Jordan-Ford      | 12     |

| Pos. | Fahrer             | Konstrukteur                       | Punkte |
| ---- | ------------------ | ---------------------------------- | ------ |
| 13   | Cristiano da Matta | Toyota                             | 10     |
| 14   | Nick Heidfeld      | Sauber-Petronas                    | 6      |
| 15   | Olivier Panis      | Toyota                             | 6      |
| 16   | Jacques Villeneuve | BAR-Honda                          | 6      |
| 17   | Marc Gené          | Williams-BMW                       | 4      |
| 18   | Takuma Satō        | BAR-Honda                          | 3      |
| 19   | Ralph Firman       | Jordan-Ford                        | 1      |
| 20   | Justin Wilson      | Jaguar-Cosworth / Minardi-Cosworth | 1      |
| 21   | Antonio Pizzonia   | Jaguar-Cosworth                    | 0      |
| 22   | Jos Verstappen     | Minardi-Cosworth                   | 0      |
| 23   | Nicolas Kiesa      | Minardi-Cosworth                   | 0      |
| 24   | Zsolt Baumgartner  | Jordan-Ford                        | 0      |

### Konstrukteurswertung
| Pos. | Konstrukteur     | Punkte |
| ---- | ---------------- | ------ |
| 01   | Ferrari          | 158    |
| 02   | Williams-BMW     | 144    |
| 03   | McLaren-Mercedes | 142    |
| 04   | Renault          | 88     |
| 05   | BAR-Honda        | 26     |

| Pos. | Konstrukteur     | Punkte |
| ---- | ---------------- | ------ |
| 06   | Sauber-Petronas  | 19     |
| 07   | Jaguar-Cosworth  | 18     |
| 08   | Toyota           | 16     |
| 09   | Jordan-Ford      | 13     |
| 10   | Minardi-Cosworth | 0      |